# Slapnica (Kakanj, BiH)
Slapnica je naseljeno mjesto u općini Kakanj, Federacija Bosne i Hercegovine, BiH.

## Povijest
U ranim jutarnjim satima 8. lipnja 1993. godine uslijedio je napad Armije BiH na Hrvatima nastanjena sela u kakanjskoj općini. U tim napadima sudjeluju postrojbe Armije BiH iz Kaknja, Zenice, Visokog i Breze. Napali su hrvatska sela Slapnicu i Slanu Goru, u kojima su ubili devet civila i ratnih zarobljenika, vojnika HVO-a. Vojnici Armije BiH koristili su se jednim dijelom hrvatskog pučanstva kao živim štitom. Nakon napada na prva hrvatska sela, hrvatsko pučanstvo je moralo bježati. Uskoro su se pridružili valu od 15 tisuća Hrvata koji su krenuli u zbjeg prema Varešu. Kao i drugdje, u Slapnici je malo tko od Hrvata je ostao, iz straha pred mučenjem i smrću. Selo su postrojbe Armije BiH opljačkale, a oko 80% stambenih i gospodarskih objekata su spalile.

## Stanovništvo

### Popisi 1971. – 1991.
| Slapnica           |              |              |              |
| godina popisa      | 1991.        | 1981.        | 1971.        |
| Hrvati             | 557 (66,62%) | 482 (61,47%) | 481 (66,89%) |
| Muslimani          | 257 (30,74%) | 238 (30,35%) | 232 (32,26%) |
| Srbi               | 2 (0,23%)    | 0            | 1 (0,13%)    |
| Jugoslaveni        | 12 (1,43%)   | 50 (6,37%)   | 1 (0,13%)    |
| ostali i nepoznato | 8 (0,95%)    | 14 (1,78%)   | 4 (0,55%)    |
| ukupno             | 836          | 784          | 719          |

### Popis 2013.
| Slapnica           |              |
| godina popisa      | 2013.        |
| Bošnjaci           | 217 (96,02%) |
| Hrvati             | 8 (3,54%)    |
| Srbi               | 0            |
| ostali i nepoznato | 1 (0,44%)    |
| ukupno             | 226          |

## Religija
Slapnica pripada Vrhbosanskoj nadbiskupiji Rimokatoličke crkve, Sutješkom dekanatu župe sv. Ivana Krstitelja u Kraljevoj Sutjesci, koju pastoriziraju franjevci Bosne Srebrene. U mjestu je jedno rimokatoličko groblje.